# Buques de Apoyo Sólido de la Flota
El Programa de Buques de Apoyo Sólido de la Flota (en inglés Fleet Solid Support Ship Programme, FSSP) tiene como objetivo entregar hasta tres barcos de apoyo sólido de la Real Flota Auxiliar de la Marina Real británica (Royal Navy). Los barcos se utilizarán para proporcionar reposición en curso de provisiones secas, como municiones, repuestos y suministros, a los barcos de la Royal Navy, serán una especie de buque de aprovisionamiento logístico. Se desplegarán regularmente con el Grupo de batalla de portaaviones (Carrier Strike Group) del Reino Unido, proporcionando suministros cruciales a los portaaviones de la clase Queen Elizabeth y sus escoltas. Los tres barcos estaban programados para entrar en servicio entre 2028 y 2032. Sin embargo, posteriormente el Ministerio de Defensa británico indicó que, de hecho, el primer barco no estaría operativo hasta 2031.
Los barcos fueron propuestos por primera vez por el gobierno británico en 2015 como parte de la Revisión de Seguridad y Defensa Estratégica. En la Estrategia Nacional de Construcción Naval posterior, el gobierno describió sus intenciones de licitar los barcos a nivel internacional para fomentar la competitividad con los astilleros británicos. Esto fue criticado por algunos partidos políticos y sindicatos por ser una pérdida potencial de empleos y habilidades en la construcción naval británica. Luego de una competencia, que comenzó en 2018, Team Resolute obtuvo un contrato para los tres barcos; BMT Group proporcionará el diseño, mientras que Harland & Wolff y Navantia UK los construirán.

## Antecedentes

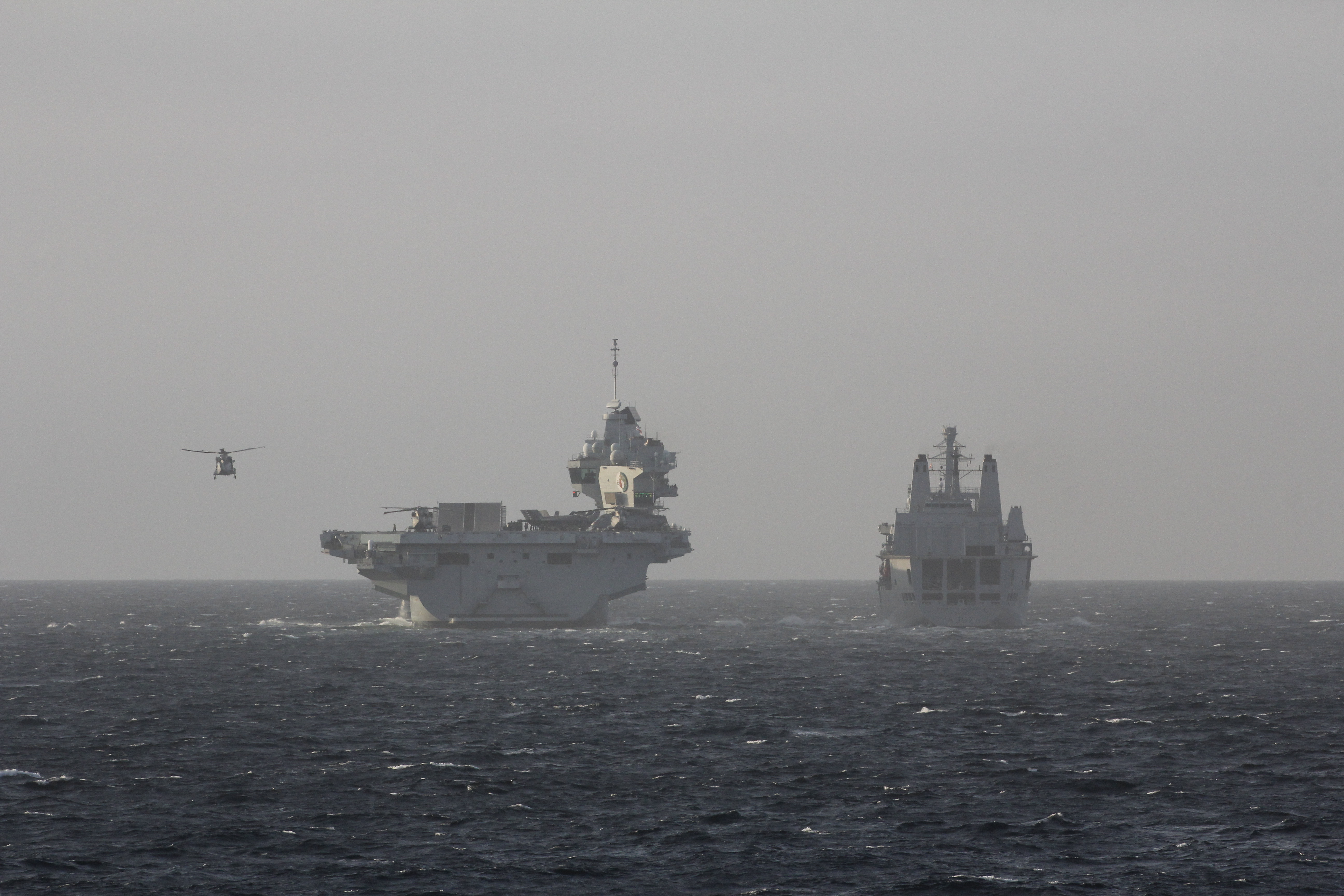
El buque de apoyo sólido de la flota RFA Fort Victoria junto al portaaviones HMS Queen Elizabeth en 2020.

En noviembre de 2015, el gobierno británico publicó la Revisión de Seguridad y Defensa Estratégica que describió un compromiso con tres nuevos barcos de apoyo sólido para 2025. Los barcos son reemplazos de los barcos de apoyo sólido de la flota de las clase Fort Rosalie y clase Fort Victoria de la RFA que se habían vuelto cada vez más obsoleto; un barco, el RFA Fort Victoria, se modernizó en 2017, lo que lo convirtió en el único barco de apoyo sólido de la flota compatible con los nuevos portaaviones de la clase Queen Elizabeth, mientras que los barcos restantes se retiraron del servicio. En la Estrategia Nacional de Construcción Naval, publicada en 2017, el gobierno declaró que el contrato de los barcos estaría sujeto a una competencia internacional, enfrentando a las empresas del Reino Unido con las del extranjero para fomentar la competitividad. El gobierno también describió los barcos como "no buques de guerra", lo que les permitió ser licitados internacionalmente bajo el Tratado de Funcionamiento de la Unión Europea (TFEU) de la Unión Europea.
La estrategia del gobierno fue criticada como una posible pérdida de habilidades y empleos británicos por parte de los partidos políticos y sindicatos de la oposición, como GMB y la Confederación de Sindicatos de Ingeniería y Construcción Naval. Argumentaron que los barcos deberían reclasificarse como buques de guerra y, por lo tanto, quedar exentos del tratado. Sir John Parker, cuyas recomendaciones formaron la base de la Estrategia Nacional de Construcción Naval, también la criticó como "no es el enfoque estratégico correcto" y recomendó que "se debe considerar la competencia solo del Reino Unido para futuros buques financiados por la defensa".

## Características
Según un aviso de contrato de mayo de 2018, los barcos requieren una capacidad de carga total de hasta 7000 m3 (250 000 pies cúbicos), la capacidad de viajar a una velocidad sostenida de 18 nudos (33 km/h; 21 mph) sin reabastecimiento, la capacidad de entregar material logístico no a granel en navegación a 12 nudos y transferir cargas individuales de hasta 5 toneladas. Como parte de Team Resolute, BMT proporcionará el diseño de los barcos, cuya última versión presenta una longitud de 216 metros (709 pies), tres plataformas de reabastecimiento, una estación de Control/Coordinación de Reabastecimiento en el Mar (RASCO) ubicada en medio del barco y capacidades de manejo de contenedores situadas hacia adelante. Los barcos tendrán una capacidad de 19 nudos (35 km/h; 22 mph) y tendrá 9.000 metros cuadrados (97.000 pies cuadrados) de espacio de carga para tiendas. Los hangares de los barcos podrán albergar dos helicópteros Merlin, con alojamiento adicional para vehículos aéreos no tripulados.

## Desarrollo

### Contrato
En noviembre de 2018, se seleccionó una lista de licitadores para el contrato de FSS que consistía en un consorcio británico compuesto por Babcock International, BAE Systems, Cammell Laird y Rolls-Royce, además de licitadores internacionales, incluidos Fincantieri (Italia), Navantia (España), Japan Marine United Corporation (Japón) y Daewoo Shipbuilding and Marine Engineering (Corea del Sur). Fincantieri y DSME luego se retiraron de la competencia, pero Fincantieri se reincorporó posteriormente.
La competencia se suspendió el 5 de noviembre de 2019 para garantizar que "se pudieran cumplir los requisitos" y se encontrara una "solución rentable", lo que generó esperanzas en los sindicatos de que la competencia se reiniciaría con solo empresas británicas involucradas. En el mes siguiente, el secretario de Defensa Ben Wallace hizo una declaración describiendo los barcos como "buques de guerra" y luego confirmó que serían construidos "con la participación británica". Se anunció un reinicio de la competencia para la primavera de 2021, en el que participarán consorcios multinacionales liderados por empresas británicas. En mayo de 2021, la competencia se relanzó con un ganador que se seleccionará dentro de dos años. En julio de 2022, el contraalmirante Paul Marshall, el oficial superior responsable del programa, le dijo al Comité Selecto de Defensa que se preveía que el primer barco entrara en servicio en 2028 y que el tercero entrara en servicio en 2032. Sin embargo, posteriormente el Ministerio de Defensa indicó que el primer barco, de hecho, no estaría operativo hasta 2031.
En septiembre de 2021, se adjudicaron contratos a cuatro consorcios, cada uno con empresas británicas, para desarrollar aún más sus ofertas. Estos fueron Larsen & Toubro (que involucra a la compañía británica Leidos Innovations), Serco/Damen (que involucra a la compañía británica Serco), Team Resolute (que involucra a las compañías británicas Harland & Wolff (H&W) y BMT Group, junto con Navantia UK, una subsidiaria británica de la española Navantia) y Team UK (en el que participan las empresas británicas BAE Systems y Babcock).
En noviembre de 2022, se anunció que Team Resolute había sido seleccionado como el postor preferido para el contrato de 1600 millones de libras esterlinas. Navantia UK fue confirmada como contratista principal y los barcos se ensamblaron por completo en el astillero de H&W en Belfast. Para aliviar las preocupaciones de algunos parlamentarios y sindicatos, el director ejecutivo de H&W, John Wood, declaró que los barcos tendrían un contenido mínimo del 60 % del Reino Unido. El contrato creará 1.200 puestos de trabajo en todo el Reino Unido y otros 800 en toda la cadena de suministro. También marcará el regreso de la construcción naval en Belfast, que ha estado inactiva en gran medida desde 2003. El contrato de fabricación, con un valor de 1600 millones de libras esterlinas, se firmó formalmente en enero de 2023.

### Construcción
Los barcos se construirán en bloques en las instalaciones de H&W en Belfast y Appledore a partir de componentes fabricados en sus instalaciones en Methil y Arnish. También se llevarán a cabo algunos trabajos de construcción en el astillero de Navantia en Cádiz, España. El montaje final de todos los bloques tendrá lugar en el astillero H&W de Belfast.